# Elena Vlădăreanu
Elena Vlădăreanu (n. 2 februarie 1981 la Medgidia) este o poetă română contemporană.

## Biografie
Urmează studiile școlare în orașul natal, absolvind liceul Nicolae Bălcescu în anul 2000. Face în continuare studii superioare la Facultatea de Litere a Universității din București, fiind licențiată în litere în 2005, cu o teză despre literatura suprarealistă. 

## Activitate literară
Elena Vlădăreanu a debutat către sfârșitul anilor de liceu, în revista constănțeană Metafora nr. 1-2/2000, cu un grupaj de poeme. Activează succesiv în diferite cenacluri literare precum cenaclul de la Litere, cel al Uniunii Scriitorilor, coordonat de Nora Iuga, apoi, din 2002, cenaclul Euridice, care a fost condus de Marin Mincu.
Din 2001, lucrează ca redactor la departamentul Cultură-Mass-Media al ziarului Cotidianul din București, iar din 2005, cu însărcinări similare, la ziarul Averea de unde în 2006 trece la Evenimentul zilei, apoi la România liberă. A colaborat la numerele publicației cu apariție intermitentă Fracturi, animată de poetul Marius Ianuș, fiind considerată a se număra printre reprezentanții curentului literar fracturist.
A colaborat, cu versuri sau cu articole de atitudine, cronici de carte, interviuri, reportaje și alte texte publicistice, la revista Metafora din Constanța, Convorbiri literare, Viața românească, Luceafărul, Paradigma, Vatra, Orizont, Fracturi, Cotidianul, Averea, la postul de radio Radio România Cultural ș.a. A publicat și proză în revistele Metafora, în anul 2000, și Vatra, în 2005. A participat la tabere sau ateliere de creație, festivaluri, lecturi publice, emisiuni radiofonice. În anul 2005 a beneficiat de o bursă la Berlin.
A fost prezentă în volumul No More Poetry. New Romanian Poetry, Heaventree Press, 2007. În februarie 2010 3:AM Magazine publică un interviu cu Elena Vlădăreanu și o selecție din poeziile ei.

### Debut editorial
Un prim debut editorial, considerat neoficial, are loc în 2001 cu placheta Din confesiunile distinsei doamne m. în colecția Underground Carmen. Anterior, fusese prezentă într-o antologie ocazională, Poezia taberei, 2000.
Debutul editorial propriu-zis are loc în 2002, cu volumul pagini, publicat la Editura Timpul din Iași.

### Volume publicate
- Poezia taberei, antologie, București, 2000;
- din confesiunile distinsei doamne m., colecția underground carmen, București, 2001;
- pagini, Editura Timpul, Iași, 2002, editia a II-a, Editura Vinea, București, 2003;
- fisuri, Editura Pontica, Constanța, 2003;
- europa. zece cântece funerare, Editura Cartea Românească, București, 2005.[2]
- spatiu privat. a handbook cu 33 de ilustratii de Dan Perjovschi, Editura Cartea Românească, Bucuresti, 2009[3][4][5]
- Non Stress Test, Casa de pariuri literare Arhivat în 27 noiembrie 2017, la Wayback Machine., 2016
- Bani. Muncă. Timp liber, Editura Nemira, 2017
- Teatru intim de Elena Vlădăreanu și Robert Bălan, Casa de pariuri literare Arhivat în 28 decembrie 2018, la Wayback Machine. și Asociația Art No More, 2018
- Minunata lume Disney, Editura Nemira, 2019

### Volume colective
- Cui i-e frică de computer?, coord. de Liviu Papadima - Florin Bican, Marius Chivu, Florin Dumitrescu, Ioana Nicolaie, Ioana Pârvulescu, Ion Manolescu, Liviu Ornea, Elena Vlădăreanu, Tudor Călin Zarojanu, Daniela Kluz, Doina Ruști, Ana Maria Sandu, Matei Sâmihăian, Fanny Chartres, Gruia Dragomir, Laura Grünberg, Vlad Zografi; Ed. Art, 2013;
- Prima dată, coord. de Laura Albulescu și Andra Matzal - Laura Albulescu,, Ion Barbu, Mihai Barbu, Lavinia Braniște, Philip Ó Ceallaigh, Marius Chivu, Bogdan Coșa, Andrei Crăciun, Silviu Dancu, Gabriel H. Decuble, Raluca Dincă, Florin Dumitrescu, M. Duțescu, Șerban Foarță, Miron Ghiu, Adela Greceanu, Mugur Grosu, Bogdan Iancu, Florin Iaru, Vera Ion, Cristi Luca, Cosmin Manolache, Matei Martin, Andra Matzal, Marin Mălaicu-Hondrari, Dmitri Miticov, Dan Pleșa, Matei Pleșu, Antoaneta Ralian, Ana Maria Sandu, Dan Sociu, Ionuț Sociu, Elena Stancu, Bogdan-Alexandru Stănescu, Robert Șerban, Cecilia Ștefănescu, Alex Tocilescu,Călin Torsan, Răzvan Țupa, Vlad Ursulean, Mihail Vakulovski, Radu Vancu, Luiza Vasiliu, Constantin Vică, Elena Vlădăreanu; Ed. Art, 2013;
- Prietenii noștri imaginari, coord. de Nadine Vlădescu - Ana Dragu, Dan C. Mihăilescu, Iulian Tănase, Ioana Bot, Șerban Foarță, Robert Șerban, Elena Vlădăreanu, Emil Brumaru, Marin Mălaicu-Hondrari, Antoaneta Ralian, Nadine Vlădescu, Florin Bican, Monica Pillat; Ed. Humanitas, 2015;
- Uite cine vorbește, coord. de Florentina Sâmihăian, Liviu Papadima - Ioana Pârvulescu, Ioana Bot, Ladislau Daradici, Simona Popescu, Ioana Nicolaie, Radu Paraschivescu, Jan Koneffke, K.J. Mecklenfeld, Matei Sâmihăian, Mihaela Gînju, Alex Moldovan, Călin Andrei Mihăilescu, Lavinia Braniște, Adina Popescu, Alis Popa, Ana Maria Sandu, Florin Bican, Dan Stanciu, Veronica D. Niculescu, Laura Grünberg, Max-Theodor Gruenwald, Elena Vlădăreanu; Editura Arthur; 2016;

### Dramaturgie
Habemus bebe - o producție Asociația Art No More Arhivat în 1 decembrie 2017, la Wayback Machine. cu sprijinul WASP Studios, București 2014 (regia: Robert Bălan)
Prințesele spion - Teatrul pentru copii și tineret Gong, Sibiu - premiera noiembrie 2014 (regia: Robert Bălan)
O viață sigură - Teatrul Național Târgu Mureș - Compania Liviu Rebreanu Arhivat în 1 decembrie 2017, la Wayback Machine., 2016 (regia: Robert Bălan)
Identic natural de Elena Vlădăreanu și Robert Bălan - o producție Asociația Art No More , 2017 (regia: Robert Bălan)
În numele Tatălui - o producție Asociația Art No More, 2018 (regia: Robert Bălan)
Tribul lui Tudor - Asociația Art No More, 2018 (regia: Robert Bălan)

### Premii literare
- 2001 Premiul Concursului național de poezie Aurelian Dumitrașcu
- 2005 Premiul cenaclului Euridice, poeta refuză distincția, argumentând că nu-și consideră propria producție a fi superioară celei a celorlalți autori nominalizați.
- 2018 Premiul pentru Dramaturgia Spectacolului „În numele Tatălui”, Bucharest Fringe - Maratonul Teatrului Independent 2018